# Céleste Deprez
Céleste Jean-Baptiste Victor Déprez (1855-1940) est un général de division français dont le nom est associé à la Première Guerre mondiale.

## Biographie

### Grades
- 01/11/1874 : élève à l'École polytechnique
- 01/10/1876 : sous-lieutenant élève à l'école d'artillerie
- 01/10/1878 : lieutenant
- 27/08/1884 : capitaine
- 12/07/1897 : chef d'escadron
- 25/03/1906 : lieutenant-colonel
- 25/03/1909 : colonel
- 21/12/1912 : général de brigade
- 15/02/1915 : général de division

### Décorations

#### Décorations Françaises
- : Grand Officier de la Légion d'honneur le 16/06/20 : (« Cote 19800035/12/1480 »)
  - Commandeur le 28/10/15
  - Officier le 31/12/13
  - Chevalier le 27/12/93
- : Croix de Guerre 1914-1918
- : Médaille interalliée 1914-1918
- : Médaille commémorative de la Grande Guerre

#### Décorations Étrangères
- : Chevalier commandeur de l'Ordre du Bain ( Royaume-Uni)
- : Chevalier commandeur de l'Ordre de Saint-Michel et Saint-Georges ( Royaume-Uni)

### Postes
- 25/09/1909 : chef de corps du 8e régiment d'artillerie de campagne.
- 08/08/1912 : commandant de l'école d'application de l'artillerie et du génie.
- 02/08/1914 : deuxième aide major général du théâtre des opérations du Nord et du Nord-Est
- 21/08/1914 : commandant de l'Artillerie de la subdivision de la  IIIe Armée dans la  Woëvre, puis le 22/08 de l'armée de Lorraine, puis le 26/08, de la  VIe Armée
- 31/08/1914 : commandant de la  61e Division d'Infanterie de Réserve
- 22/02/1915 : commandant du 5e groupement de divisions de réserve
- 10/06/1915 : commandant du  7e Corps d'Armée
- 05/11/1915 : commandant du  Détachement d'Armée de Lorraine
- 31/12/1916 : en disponibilité.
- 04/02/1917 : inspecteur général des effectifs mobilisés.
- 06/10/1917 : placé dans la section de réserve.

## Vauquois
Il est né à Vauquois dans la Meuse. Situé au sommet d'une butte à 25 km au nord-ouest de Verdun, le site fut le lieu d'une longue bataille de la Première Guerre mondiale, la bataille de Vauquois, qui détruisit complètement le village. Bien que placé en zone rouge, le village sera reconstruit au bas de la butte en partie grâce au soutien du général Desprez qui favorisa le parrainage et l'aide de la ville d'Orléans dont beaucoup des mobilisés avaient combattu à Vauquois. Il s'y fera construire une maison, la seconde maison en dur reconstruite à Vauquois, au début des années 1920.